# Mokgomane
Mokgomane is een dorp in het district Southern in Botswana. De plaats telt 708 inwoners (2011).